# Eva Yárnoz
Eva Yárnoz  (Pamplona, 1975) es una poeta y escritora española ganadora del Premio Flor de Jara de Poesía 2016 por su obra Filiación  y finalista del Premio de Poesía César Simón en 2015 por su obra Cauces del que teje.

## Trayectoria
Eva Yárnoz es licenciada en Filología Hispánica por la Universidad Autónoma de Madrid. Asimismo, tiene un  Diploma in English Studies  por la Universidad de Portsmouth (Reino Unido). Recientemente, ha realizado un máster en la Universidad Internacional de la Rioja (UNIR) y reorientado su actividad profesional hacia la enseñanza media de Lengua Castellana y Literatura.
En 2015 publica Universalia ante rem, su primer libro, un conjunto de poemas de largo aliento que busca explorar la propia conciencia con una voz poética muy reconocible. En palabras de Rafael Morales, catedrático de la Universidad Autónoma de Madrid, “se propone (…) desde la libertad de un decir(se) fuera de su promoción. Un primer libro atento al yo y al vacío, desde cierta manera de hacer prevalecer la propia conciencia y de mirarse en ella de la poesía española desde una óptica no realista, en su caso."
En 2016 recibe el Premio Flor de Jara de Poesía por su libro Filiación, que ve la luz finalmente en 2017. En palabras del poeta Juan Carlos Mestre, presidente del Jurado, el libro “cumple con la función de ser un acto  contra todas las humillaciones del lenguaje de la normalización y del poder”.
En 2019 Yárnoz publica su tercer poemario Cauces del que teje. Dicho libro previamente ha resultado finalista del Premio de Poesía César Simón en 2015. Sobre este poemario, el crítico Carlos Alcorta dice: “La poesía de Eva Yarnoz (Pamplona, 1975) no busca esclarecer los mecanismos de la realidad a partir de un hecho anecdótico porque «la realidad es un espacio que se deforma» y la anécdota tiende a buscar en lo discursivo su inmovilidad, su permanencia, todo lo contrario de lo que busca nuestra poeta".”
En 2023 publica la antología poética Cierva como mi muerte. Se trata de una edición limitada artesanal con reproducciones de obras plásticas de Yárnoz.
En 2025, publica Camino de sedición, una obra que según la web de la autoraes "Un título que dialoga con el Camino de Baroja y de Teresa de Ávila. Encontramos un lenguaje más inteligible y reflexivo que en textos anteriores. Temáticamente, se exploran las relaciones de poder y la cualidad onírica de la vida."

## Libros
- 2015 - Universalia ante rem. Editorial Neopatria.
- 2017- Filiación. Diputación de Cáceres. Premio Flor de Jara de Poesía 2016.[5]
- 2019 - Cauces del que teje. Editorial Trea. Finalista Premio de Poesía César Simón.[6]
- 2023 - Cierva como mi muerte. Cartonera del escorpión azul. (Antología ilustrada por la autora).
- 2025 - Camino de sedición. Editorial Dilema.

### Revistas
- Cinco poemas de Camino de sedición. Revista Cultural Vallejo&Co.
- Cinco poemas de Cierva como mi muerte. Revista Cultural Vallejo &Co.
- Palabras desde Ítaca. Revista Adiós Cultural.
- Poemas publicados por la revista literaria Babab, 10 agosto, 2019..
- Poemas publicados por la revista literaria Mascarada, 23 abril, 2019..
- «El territorio del cuerpo»: edición de mayo de 2020 en Literariedad, Revista Latinoamericana de Cultura. Año 7. ISSN: 2462-893X (En línea).
- «De lo celeste»: edición de junio de 2019 en Literariedad, Revista Latinoamericana de Cultura. Año 6. Semana 24. ISSN: 2462-893X (En línea).
- Poemas publicados en Cuadernos del Matemático, 56-57-58. Marzo, 2018.
- Poemas publicados en revista Nayagua nº 25
- Poemas publicados en revista Conversos nº 17
- Poemas publicados en revista Conversos nº 29.

### Reseñas
- Francisco Martínez Souzas, "Poemas entreverados de pensamiento"
- Francisco Martínez Bouzas. Brújulas y espirales.
- Rafael Morales, Cuadernos del matemático
- Carlos Alcorta: Literatura y arte

## Premios
- Premio Flor de Jara de Poesía 2016.[10]
- Finalista Premio de Poesía César Simón 2015.[2]

## Obra plástica
La obra plástica de Yárnoz es abstracta, a veces simbólica, a veces accidentada, de trazo amplio, rápido y emotivo. 
Durante la primavera de 2021, Eva Yárnoz realizó una exposición individual en el Cepi de Arganzuela de la Comunidad de Madrid. Dicha exhibición, titulada Cardinal, diseños de un repositorio universal, se nutría principalmente de producción muy fluida y basada en acrílicos, pasteles y grafito. La obra expuesta se estructuraba en dos series:  
1. Diseños
2. Variaciones.[11]